# کلاوس مولر

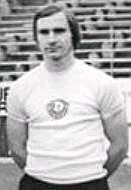
کلاوس مولر

کلاوس مولر (به آلمانی: Klaus Müller) بازیکن فوتبال و مدافع اهل آلمان شرقی بود که از سال ۱۹۷۶ میلادی عضو تیم ملی فوتبال آلمان شرقی بوده‌است. وی در ۲ بازی ملی حضور داشته و در بازی‌های ملی‌اش گلی به ثمر نرساند. کلاوس مولر آخرین بازی ملی خود را در سال ۱۹۷۶ میلادی انجام داد.